# Гагайнис, Юрис
Юрис Гагайнис (Юрис Альбертович Гагайнис; латыш. Juris Gagainis; 26 сентября 1944, Рига — 12 ноября 2017) — советский и латвийский художник по металлу, профессор Латвийской Академии художеств. Офицер ордена Трёх звёзд.

## Биография
Родился 26 сентября 1944 года в Риге. Детство провел в рабочем районе Авоты, у железной дороги и завода «Руссо-Балт». В 1968 году окончил Рижское училище прикладного искусства. В 1973 году с отличием окончил Государственный художественный институт в Таллине. С 1977 по 1996 год работает в качестве художника по металлу на Комбинате декоративного искусства. C 1971 по 1973 год преподавал искусство по металлу в Таллинском институте художеств. С 1980 по 1992 год преподаватель в Отделении дизайна Латвийской Академии художеств. В 1992 основал кафедру дизайна металла в Латвийской Академии художеств и до 2012 года возглавлял ее. В 1994 назначен профессором.
С 1975 года член Союза художников Латвии, с 1995 года член Союза дизайнеров Латвии. В 2006 году был награждён орденом Трёх звёзд. Награжден серебряной медалью III Международной выставки бижутерии «Яблонец-71» (ЧССР)
Скончался 12 ноября 2017 года.

## Творчество
Главной темой работ Юриса Гагайниса является техника различных модификаций. Работы Юриса выполнены не только в реалистическом стиле, но и в концептуальных формах. Произведения автора отличаются совершенным техническим исполнением
Работы Юриса Гагайниса находятся в Музеи общества художников Латвии, Художественном музее Латвии, Музее истории Риги и мореходства, Музее оккупации Латвии, Музее истории медицины имени Паула Страдыня, Министерстве культуры России и в частных коллекциях Латвии, США, Дании, Финляндии и др.